# Gao, Mali
Gao är en stad i östra Mali och är administrativ huvudort för regionen Gao. Gao ligger längst Nigerfloden nära Saharas södra rand ca 320 km uppströms (ostsydost) Timbuktu. Folkmängden uppgår till cirka 100 000 invånare, och invånarna tillhör huvudsakligen Songhaifolket.  
Gao grundades av fiskare på 600-talet och är en av de äldsta handelsplatserna i Västafrika. Songhairiket gjorde Gao till huvudstad under 1000-talet och staden blomstrade som ett centrum för guld-, koppar, slav- och salthandeln genom Sahara. 1325 erövrade Maliriket Gao för att ca 40 år senare åter förlora Gao till Songhai. Askia Muhammeds (härskade över Songhai på 1400-talet) gravmonument, byggt 1495 speglar Gaos välstånd och den västafrikanska tekniken att bygga med lera.  1591 erövrade marockanerna Gao och staden förlorade i betydelse. År 1770 erövrade tuaregerna Gao, och staden var länge omstridd mellan fulani och tuareger. Frankrike besatte Gao 1899 och inlemmade det i Franska Västafrika.
Askias grav blev upptagen på Unescos världsarvslista 2004. 2012 rödklassades världsarvet på grund av de väpnade konflikterna i området efter det att  den tuaregkontrollerade självutnämnda staten Azawad av Nationella rörelsen för Azawads befrielse utropat Gao till sin huvudstad men kom under franska styrkors kontroll 26 januari 2013 under Opération Serval.
Gao utgör ändstation för båttrafiken uppströms Nigerfloden mot Mopti och Koulikoro. Vägar går till Algeriet genom Sahara och till Timbuktu respektive Mopti. Vete, ris och sorghum odlas nära Nigerfloden och fosfor utvinns norr om staden.

## Administrativ indelning
Gao är indelat i tio administrativa stadsdelar (quartiers):
- 1er Quartier
- 2e Quartier ou Gadeye
- 3e Quartier ou Faradjiyere
- 4e Quartier ou Aldjanabandja
- 5e Quartier ou Dioula
- 6e Quartier ou Saneye
- 7e Quartier ou Sossokoira
- 8e Quartier ou Boulgoundje et Chateau
- Chateau
- Djidara

En mindre del av befolkningen räknas som logement sociaux (ungefär allmännyttigt boende), inom kommungränsen men separat från stadsdelarnas administration.